# Не забывай о Ниини
«Не забывай о Ниини» (яп. にぃにのことを忘れないで Ни:ни но кото о васурэнайдэ) — японская дорама режиссёра Рюити Иноматы. Вышла на экраны в 2009 году. Основана на одноимённом романе Масуми Каваками, который в свою очередь основан на реальных событиях.

## Сюжет
Кэйсукэ Каваи — прилежный ученик, заботливый брат и послушный сын. Парень мечтает стать физиком и прилагает все усилия для достижения своей цели. Годы упорных занятий не прошли даром: Кэйсукэ поступает в престижную школу и продолжает изучать любимую дисциплину. У парня есть потенциал, все силы он направляет на поступление в Токийский университет. Но внезапный диагноз портит все его планы. В возрасте 15 лет у него обнаруживают опухоль головного мозга. Родители в отчаянии — доктора считают, что болезнь неизлечима.
Ниини, как Кэйсукэ ласково называет младший брат, впадает в отчаяние. Сто раз подряд он прокручивает в голове один и тот же вопрос: «Почему эта болезнь выбрала меня?». Но ответа так и не находит. После длительного курса химиотерапии болезнь отступает. Кэйсукэ продолжает наверстывать пропущенные дни в школе, жизнь налаживается.
Но вскоре болезнь возвращается и начинает прогрессировать. Кэйсукэ не находит себе места. Из за лечения он вынужден отказаться от поступления в университет, встречи в друзьями. Парень зол на свою мать и обвиняет её во всех бедах. Так, в порыве отчаяния, он ударяет женщину по лицу… Но мама есть мама, она все простит, все поймет.
Когда Кэйсукэ становится лучше, он живёт обычной жизнью: поступает в университет, занимается любимой физикой.
Последние несколько лет Ниини проводит в больнице. Его состояние ухудшается с каждым днем, но его семья всегда рядом. Кэйсукэ постоянно размышляет, какова же цель его жизни, для чего он родился?
Перед смертью парень нашёл ответ на свой вопрос, но так и не успел поделиться с близкими.
Несмотря на его грубый характер, все знали, что Ниини добрый и отзывчивый.
Когда мама убирает в комнате сына, она находит его мобильный телефон. Последнее сообщение черновики: «Мама, я знаю, зачем родился. Чтобы любить тебя и всю нашу семью. Мама, я люблю тебя».

## В ролях
- Рё Нисикидо — Кэйсукэ Каваи
- Таканори Дзиннай — отец Кэйсукэ
- Хитоми Куроки — мать Кэйсукэ
- Рёсукэ Ямада — брат Кэйсуэ